# Protestantismo en España
Protestantismo en España hace referencia a la historia e implantación del protestantismo en España.

## Reforma protestante en España (sigloXVI)
La historia de la Reforma protestante en España se remonta al siglo XVI, cuando varios creyentes españoles se sintieron plenamente de acuerdo con los planteamientos de la Reforma protestante iniciada por Martín Lutero en Alemania. Grupos destacados de entre estos creyentes fueron los de Valladolid (afines al luteranismo) y Sevilla (inicialmente favorables al calvinismo). En el grupo sevillano participaron los monjes jerónimos del Monasterio de San Isidoro del Campo.
En sus inicios, el protestantismo español se extendió principalmente entre la clase noble y culta, debido a su relación con el humanismo y la lectura de la Biblia. Como testimonio de este periodo, están nombres insignes como el de Juan de Valdés, Francisco de Enzinas y de los monjes Casiodoro de Reina,Cipriano de Valera y Antonio del Corro. A Casiodoro de Reina y Cipriano de Valera les debemos la primera traducción moderna completa de la Biblia al castellano.

## El resurgimiento del protestantismo. Desde principios delsigloXIXhasta la actualidad

### SigloXIXy principios delsigloXX

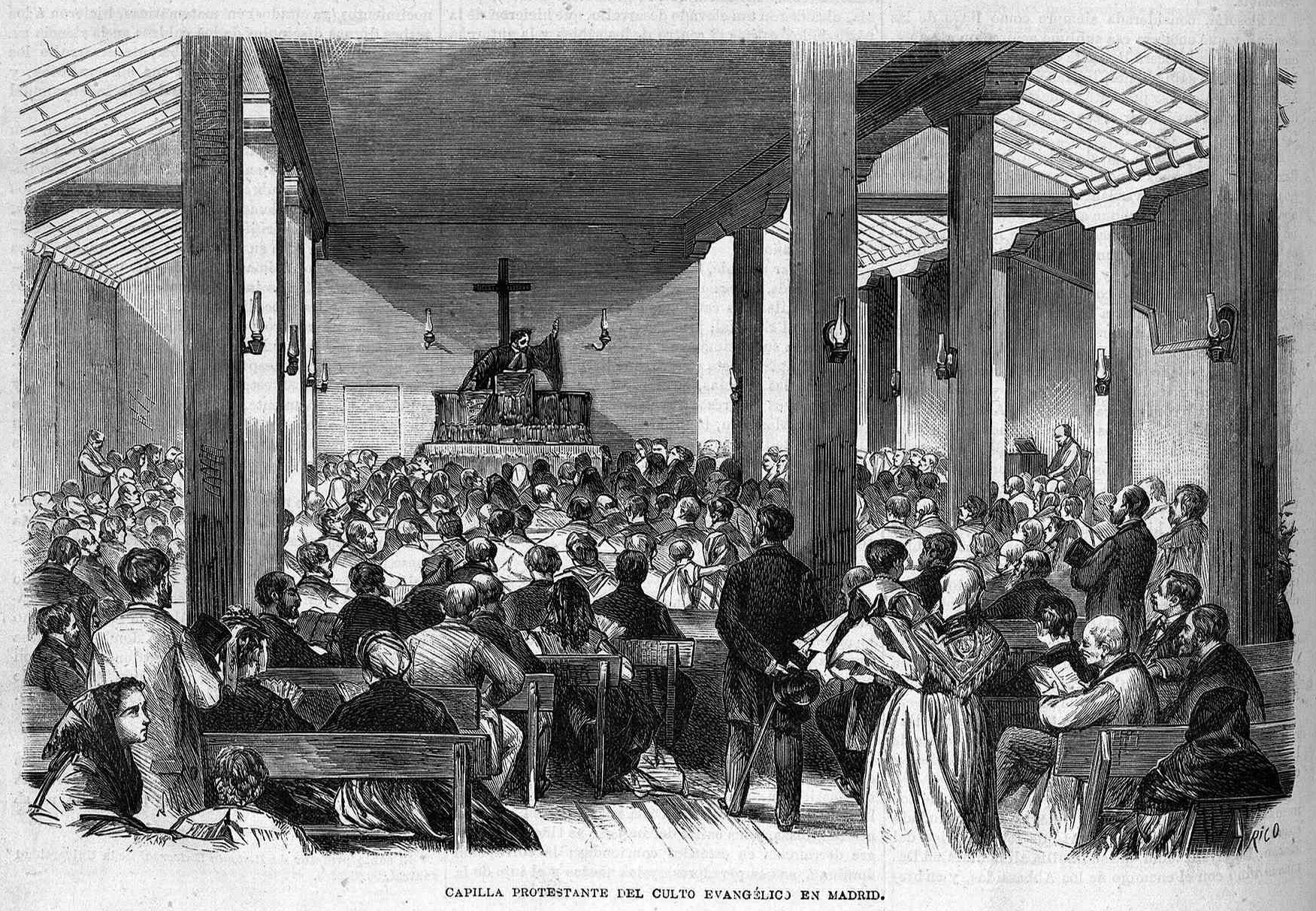
Capilla protestante en la calle de la Madera de Madrid (La Ilustración de Madrid, 1870)

A finales del siglo XVIII y principios del XIX se da una fuerte expansión de las misiones protestantes, favorecida por la revolución industrial naciente que alcanza a España. Diversas comunidades protestantes aparecen desde la primera mitad del siglo XIX, en un principio en la clandestinidad, hasta el establecimiento en 1868 de la libertad de culto, con la Revolución Gloriosa.
A partir de este momento, el protestantismo experimenta un importante crecimiento en España, que llegará a contar con 30 000 fieles al comienzo de la guerra civil española.

### Persecución franquista durante la guerra civil española y el franquismo
Durante el franquismo el protestantismo es perseguido y marginalizado y la libertad de conciencia suprimida.
Durante la guerra civil española, el régimen franquista persiguió a 7.000 protestantes españoles y obligó a muchos pastores a abandonar el país. Una vez acabada la guerra, se confiscaron las traducciones no católicas de la Biblia y se cerraron las escuelas protestantes. Al terminar la guerra se suprimió la libertad de conciencia y el franquismo intentó borrar la memoria histórica del protestantismo español. Aunque en el Fuero de los Españoles de 1945 se permitía la práctica privada, el protestantismo sufrió una situación de discriminación legal y los servicios protestantes siguieron estando prohibidos en público, hasta el extremo de no poderse celebrar en edificios que estuvieran identificados exteriormente como lugares de culto.

### El protestantismo en la democracia
En la actualidad, la Constitución de 1978 y la Ley de Libertad Religiosa de 1980 garantizan la libertad de conciencia y la libertad religiosa o libertad de culto. Desde 1984, el protestantismo goza de notorio arraigo. El número de protestantes en España se ha recuperado y hoy en día sería la segunda confesión religiosa en España por presencia y por relevancia social. Según el censo INE 2008 en España, el número de protestantes alcanza el 1 200 000 fieles, de los cuales 400 000 son españoles de origen y 800 000 son protestantes comunitarios y extracomunitarios. Según cálculos aproximados de la FEREDE, en 2011 el número de protestantes en España habría ascendido a 1 500 000.
Las distintas Iglesias protestantes españolas se encuentran asociadas en la Federación de Entidades Religiosas Evangélicas de España.

#### Historia del protestantismo en la Comunidad de Madrid
Desde hace ya cuatrocientos años que el protestantismo ha estado presente en Madrid. En la actualidad son unas 250.000 personas practicantes las que profesan la fe evangélica, distribuidas en más de 300 lugares de culto esparcidos a lo largo de toda la geografía madrileña.
Pero, ¿qué es lo que creen estos madrileños? ¿De dónde viene su religión? ¿Cuál es su influencia social?
La presencia evangélica en la Comunidad de Madrid se puede constatar ya en el siglo XVI. El principal foco reformista de la época está en Alcalá de Henares. Personajes tan influyentes como Constantino Ponce de la Fuente, capellán de Carlos V, o el Dr. Juan Egidio son procesados por la Inquisición. De hecho, el mayor número de procesos del Tribunal de Corte de Madrid lo ostentó el «luteranismo», con 617 casos (el 34 %).
Ya en 1525 se publica en Madrid un edicto contra los que «tienen muchos libros y escrituras de las obras hechas por el malvado heresiarca Lutero y sus secuaces». Y los terribles autos de fe celebrados en Sevilla y Valladolid en 1559 y 1560 repercuten en todos los demás tribunales, originando una cruenta persecución de los protestantes, víctimas de las piras inquisitoriales. Los autos de fe se celebraban entonces en la plaza Mayor, desde donde se conducía a los condenados a los quemaderos, próximos a la calle de San Bernardo.
En una de las habitaciones del antiguo monasterio de El Escorial, Felipe II firmó las órdenes para exterminar de sus dominios a todos aquellos que habían sido «contagiados por las ideas luteranas». Lo que el rey ignoraba era que en su mismo monasterio había un grupo de protestantes que se reunían bajo la dirección del bibliotecario de El Escorial, Benito Arias Montano.

##### Intentos de difusión bíblica
No será hasta el año 1869, con el triunfo de la revolución liberal y la introducción de un artículo en la Constitución concediendo cierta tolerancia religiosa, que muchos protestantes, que habían vivido clandestinamente, salgan a la luz organizándose en pequeñas iglesias.
Pero ya en 1835 se habían producido los primeros intentos de difusión de la Biblia, con los viajes de un aventurero inglés, agente de la Sociedad Bíblica Británica y Extranjera, que se estableció en una pensión detrás de la Puerta del Sol acabando en los calabozos de Madrid. El intrépido Jorge Borrow se entrevistó con Mendizábal y logró publicar en la capital una edición del Nuevo Testamento en el establecimiento del conocido escritor de economía política Andrés Borrego, propietario y director del periódico El español.
Borrow era popularmente conocido en la sociedad de Madrid como Don Jorgito, y llegó a abrir una tienda para la distribución de biblias, nuevos testamentos y evangelios en la calle del Príncipe, hasta que toda esa literatura fue secuestrada y prohibida por una Real Orden del año 1838. Sus memorias sobre La Biblia en España fueron traducidas por el que sería luego presidente de la República, Manuel Azaña, en 1921, así como su famoso estudio sobre los gitanos de España (Los Zincali). Don Jorgito, «el inglés», hizo también una versión del Evangelio de San Lucas al caló, y fue especialmente respetado y admirado por la comunidad gitana madrileña, con la que solía reunirse en el barrio de Lavapiés para enseñarles a leer y escribir.
Otro madrileño de adopción, Usoz y Río, nacido en el virreinato del Perú, llegó de niño a Madrid. Amigo de Borrow y convertido al protestantismo, se reunía en su casa de la calle de Atocha, 58 (donde hoy se encuentra el teatro Benavente) con un grupo de madrileños para orar y leer la Biblia. Menéndez Pelayo dijo de él que era el protestante más honrado que nunca había visto. Durante toda su vida Usoz fue reuniendo libros de los antiguos reformadores españoles, los cuales habrían de ser luego donados por su viuda a la Biblioteca Nacional y constituyen hoy un fondo extraordinario para investigar el origen del protestantismo español.

##### Las primeras iglesias evangélicas
La prensa de la época denuncia un buen número de impresiones clandestinas de la Biblia. Fue en una imprenta de la calle del Olivar, una fonda de Jacometrezo y el Casino Artístico de la calle del Mediodía donde se reunían los evangélicos madrileños hasta 1869, año en que se abre la primera iglesia en la plazuela de Santa Catalina. El aspecto de la capilla ha sido inmortalizado en un grabado de la colección Casariego del Museo Municipal de Madrid. Esa primera iglesia reunía a más de 400 madrileños cada domingo. Corrió el rumor por aquel entonces de que el predicador protestante sería asesinado el domingo siguiente a la inauguración. Pero la víctima fue un sombrerero, muerto de un tiro el día después, por poner a la venta biblias y folletos evangélicos en su tienda de la carrera de San Jerónimo.
Pronto se abrieron cinco iglesias más, que han llegado hasta nuestros días, en diferentes barrios de Madrid. El segundo local estaba en la calle Madera Baja y congregaba a más de 1.000 personas, estableciéndose además allí una escuela gratuita que introdujo la pedagogía británica en Madrid. El pastor era un amigo de Castelar, Antonio Carrasco, vicepresidente de la Sociedad para la Abolición de la Esclavitud, que consiguió la libertad de 31.000 esclavos en Puerto Rico. Fue sucedido por Juan Bautista Cabrera, antiguo escolapio y compañero de exilio en Gibraltar de los generales liberales Prim y O’Donnell.
El primer periódico protestante madrileño aparece ese mismo año de 1869, La luz, que continúa hasta la actualidad como órgano de la Iglesia Española Reformada Episcopal, que se reúne en la calle de la Beneficencia, 18. La Iglesia de Jesús, organizada en 1870 en la calle de Calatrava, 25, permanece hasta hoy en el madrileño barrio de La Latina. Allí estaba, junto al pastor Francisco de Paula Ruet, el misionero luterano Federico Fliedner, introductor de la moderna pedagogía alemana en más de diez escuelas de la capital.

##### Pioneros de la educación
Fliedner, amigo del primer ministro Cánovas del Castillo y del Conde de Romanones, alcalde de Madrid, logró el permiso para la inauguración del Colegio El Porvenir el Día de la Reforma (31 de octubre) de 1897. 
Después de grandes dificultades para encontrar un arquitecto que aceptara construir una escuela evangélica, y de hacer algunas concesiones en cuanto a la forma del edificio —que no podía parecer una iglesia—, se consigue inaugurar el conocido centro de la calle de Bravo Murillo, 85. Federico Fliedner se había doctorado en Medicina con el premio Nobel Ramón y Cajal, quien calificó su tesis sobre la higiene escolar y los ejercicios corporales de «admirable».
La integración de Fliedner es completa. «Para establecer un colegio que mejorase el sistema seguido por los institutos de segunda enseñanza del Estado, Federico Fliedner [decide] cursar el bachillerato español.» El Colegio El Porvenir llegaría a tener de 200 a 350 alumnos —tanto internos como externos—, en su mayoría de familias muy humildes, y fue pionero en la coeducación junto con la Institución Libre de Enseñanza. Don Federico publicó asimismo sus propios libros de texto, los cuales obtuvieron el segundo premio en la exposición pedagógica de 1882.
En 1903 abre sus puertas en Madrid el Instituto Internacional para Señoritas, la famosa institución pionera en la educación superior de la mujer en nuestro país. El Instituto había surgido en 1877, en Santander, como un modesto internado para chicas anexo a la escuela de la misión congregacionalista americana. Su fundadora, Alice Gordon Gulick, muere ese mismo año de 1903 y es enterrada, junto a tantos protestantes españoles, en el Cementerio Civil de Madrid.
El Instituto, que había empezado preparando a un pequeño grupo de españolas para el bachillerato y las licenciaturas de Filosofía y Letras y Farmacia, llegaría a ser más tarde un verdadero college femenino al estilo de Nueva Inglaterra, donde convivían estudiantes evangélicas y católicas —estas últimas principalmente de familias liberales—. Íntimamente relacionado desde sus comienzos con la Institución Libre de Enseñanza de Giner de los Ríos (el asesor legal del Instituto era Gumersindo de Azcárate), el Instituto Internacional para Señoritas colaboró con los institucionistas al crearse más tarde la Junta para la Ampliación de Estudios y ésta dar origen a la Residencia de Estudiantes, la Residencia de Señoritas y el Instituto-Escuela. La época dorada del Instituto, inmerso ya en su tarea educativa y desvinculado de sus orígenes confesionales, vendría bajo la dirección de Susan Huntington (1910-1917), cuando el paraninfo de Miguel Ángel, 8 se convierte en «el centro de reunión del "todo Madrid" intelectual de aquel momento», por donde pasan conferenciantes de la talla de Ortega y Gasset o leen sus poemas autores como Juan Ramón Jiménez.

##### Continuo crecimiento
Entre las capillas evangélicas más populares de Madrid está la Iglesia del Salvador, fundada en la antigua plazuela del Limón (frente al cuartel del Conde Duque) por un misionero escocés llamado Jameson, y que ahora ocupa un antiguo caserón que había pertenecido a la Inquisición en la calle de Noviciado 5. Su pastor, Cipriano Tornos, había sido confesor de la reina Isabel II antes de convertirse al protestantismo. Esta iglesia de estilo neomudéjar está protegida como edificio de valor histórico-artístico para el Municipio de Madrid.
En la calle de Lavapiés (esquina a Ministriles Chica) estaba desde 1870 la Primera Iglesia Bautista de Madrid, que había sido fundada por el misionero norteamericano William Knapp. La capilla contaba también con una escuela para niños de ambos sexos y tenía un equipo de músicos, algunos de los cuales eran miembros de la Orquesta Real. Después de ocupar un local junto al puente de Vallecas, dicha capilla se instaló finalmente en su emplazamiento actual de la calle del General Lacy 16-18, detrás de la Estación de Atocha.
La última de las iglesias fundadas el siglo pasado fue la Asamblea de Hermanos de Chamberí (1888), hoy situada en la calle de Trafalgar 32, y que contaba asimismo con otra escuela infantil e incluso con un aula nocturna para alfabetizar a los obreros de los alrededores. La primera Iglesia Evangélica Pentecostal tiene todavía su local en la calle de Tortosa 3, al lado de la Estación del AVE, desde que Antonio Rodríguez y varios misioneros suecos establecieran allí en 1928 un centro de testimonio evangélico.

##### La tragedia de la guerra civil
La llegada de la Segunda República supuso para las iglesias evangélicas un período de libertad, crecimiento y servicio a la sociedad muy importante. En 1933 había en la Comunidad de Madrid doce iglesias, once escuelas de primera enseñanza y una de enseñanza superior. Pero este panorama de progreso y desarrollo quedó oscurecido por la guerra civil. (Los 22.000 protestantes españoles que había en 1936 se vieron reducidos a 7.000 al final de la guerra, mientras varias iglesias de Madrid se convierten en comedores de beneficencia.)
Un regimiento de milicianos de Almería ocupa el Colegio El Porvenir, pero gracias a la intervención de Indalecio Prieto, que había sido alumno de una escuela evangélica en Bilbao, desalojan el edificio, tocado por un obús. Allí se da de comer diariamente a 1.600 personas con la «Ayuda suiza a los niños de España», hasta que el gobierno de Franco la confisca y expulsa del país a la organización.
Con el triunfo del "Alzamiento Nacional", la mayor parte de las iglesias son destruidas o clausuradas, y los cultos, cuando los hay, han de celebrarse ilegalmente en casas particulares. Una era de intransigencia se cierne sobre el protestantismo español. «Nuestro Estado debe ser un Estado católico en el sentido espiritual y social, porque la verdadera España siempre ha sido, es y será católica», afirma ya en 1937 el general Franco.
La situación legal de los protestantes españoles empeora gradualmente, a medida que la Iglesia de Roma afianza su situación de privilegio.
Abrogada la Constitución de 1931, cesó con ella la libertad religiosa, regresando el modelo de Estado confesional. Tal y como ha estudiado el prestigioso historiador Juan Bautista Vilar, «se dio una auténtica persecución en sus secuelas de asaltos, detenciones, violencias, torturas y asesinatos», ya que «por doquier fueron clausuradas capillas y escuelas, y los creyentes sometidos a toda suerte de presiones, castigos y vejaciones».
A las multas y arrestos policiales, suceden los despidos laborales, encarcelamientos de soldados, denegaciones de pasaportes e interminables demoras en la autorización de matrimonios civiles.

##### La España franquista
Tras la implantación del régimen franquista, los fieles de los distintos cultos protestantes existentes en España pasaron a ser víctimas de importantes restricciones a su libertad religiosa. El culto a religiones distintas a la católica fue permitido exclusivamente en el ámbito privado, quedando prohibida cualquier manifestación pública o acto de proselitismo. Durante los primeros años de la dictadura, este restrictivo marco legal fue acompañado de acciones represivas, tales como cierres de capillas protestantes, detenciones de pastores o multas a quienes eran sorprendidos en actos de culto colectivo.
En 1940 se procede a la incautación de las biblias existentes en la Sociedad Bíblica de Madrid. El Fuero de los Españoles de 1945 declara que «no se permitirán otras ceremonias ni manifestaciones externas que las de la religión católica» (Art. 11). La capilla de la calle de Trafalgar es asaltada violentamente en 1947, y sólo quedan en pie las paredes. Se producen protestas en los parlamentos extranjeros, por vía diplomática y, sobre todo, en la prensa internacional, que condena enérgicamente los atropellos contra los protestantes españoles. Algunos presidentes, como el norteamericano Truman, llegan a quejarse al mismo Papa por la desgraciada situación de los evangélicos en España.
Los precintos judiciales en las capillas evangélicas entre 1954 y 1963, período que coincide con la clausura de la Iglesia Bautista de Usera, van acompañados de un notable crecimiento. En 1953 vuelven a ser confiscadas biblias y libros evangélicos de la imprenta de la calle de Larra 11, y se declaran fuera de la ley las actividades de la Sociedad Bíblica.
Ese mismo año se cierran el Seminario Teológico Unido y el Colegio El Porvenir, sin más explicaciones que la existencia de una denuncia (que más tarde se sabrá era de origen eclesiástico).
Las iglesias protestantes organizan la Comisión de Defensa Evangélica Española en 1956, con el pastor José Cardona como secretario ejecutivo, y Franco se ve en la necesidad de preparar un Estatuto jurídico para los evangélicos de nuestro país, la Ley Reguladora del Derecho Civil en Materia de Libertad Religiosa de 1967, que contenía más prohibiciones que libertades. Es en ese tiempo cuando comienzan a identificarse los lugares de culto protestantes mediante signos externos. Se autorizan publicaciones para el uso interno de las iglesias, se permite la apertura de seminarios y se hace más fácil el matrimonio civil para los no católicos.
Pero continúa la represión en las Fuerzas Armadas, desapareciendo en cambio el proselitismo como delito condenable por el artículo 2 de la Ley de Orden Público.

##### La Democracia
Con la llegada de la democracia a nuestro país a finales de los años setenta, se promulga finalmente, en 1980, la Ley de Libertad Religiosa, resultado de una Constitución que por primera vez reconoce el principio de aconfesionalidad del Estado. En 1986 se constituye la Federación de Entidades Religiosas Evangélicas de España (FEREDE), y el 10 de noviembre de 1992 aparecen en el B.O.E. los Acuerdos de Cooperación del Estado con la FEREDE, después de haberle sido reconocido al protestantismo español un «notorio arraigo».
El 15 de septiembre de 1993 se constituye el Consejo Evangélico de Madrid para promover la comunión cristiana y la unión de las Iglesias Evangélicas e instituciones de confesionalidad protestante en la Comunidad de Madrid, tras dos años de trabajo de la junta fundadora presidida por José Pablo Sánchez.
El 17 de octubre de 1995, Alberto Ruiz Gallardón, entonces presidente de la Comunidad de Madrid, acude a la Primera Iglesia Bautista de Madrid en la calle General Lacy 18, donde estampa su firma en un Acuerdo de Cooperación entre el Gobierno de la Comunidad de Madrid y el Consejo Evangélico de Madrid (CEM). Por el CEM firma Daniel Vergara, entonces presidente. Se escribe así una página determinante en la historia de los protestantes madrileños.
Las negociaciones entre el CEM y la Comunidad de Madrid se habían iniciado dos años con el gobierno que presidiera Joaquín Leguina. Pedro Tarquis y Manuel García Lafuente, quienes fueron los negociadores de primera hora, serán también los encargados de liderar los programas de actividades del CEM en la nueva época de colaboración con el gobierno regional, que aporta fondos para programas de actuación cultural y educativa de la institución de los protestantes madrileños.
Así, se realizan ciclos de conferencias (Historia protestante y protestantes en la Historia, La Biblia en Madrid…), conciertos y festivales (“Pueblos sin Barreras” en el Palacio de Cristal de la Casa de Campo…), programas de talleres formativos (“Aula Cultural”), certámenes culturales en distintos centros y auditorios públicos (“Semana de Arte y Cultura”, Certamen de Poesía Religiosa…), exposiciones de fotografía y pintura, concursos de fotografía infantil…, celebraciones deportivas (“Olimpiadas evangélicas” en el estadio de Vallehermoso…), rutas culturales al Madrid Protestante, actuaciones de carácter social con el voluntariado evangélico, etc. Todo ello al lado de una importante trayectoria editorial.
Entre los proyectos desarrollados por el CEM estuvo la puesta en marcha de Radio Encuentro, una emisora de FM representativa de los evangélicos madrileños fundada por José Pablo Sánchez como consejero de Medios de Comunicación, que en la actualidad es independiente, aunque miembro de la asamblea del Consejo.
En 2002, con la entrada de Máximo García Ruiz como secretario ejecutivo, se refuerza la colaboración con la Comunidad de Madrid con la negociación y subsiguiente firma de unos Acuerdos complementarios de conservación del Patrimonio Protestante, al lado del Acuerdo de Cooperación para la subvención oficial a los programas culturales del CEM año tras año. Se intensifica asimismo notablemente no sólo la actividad editorial con la producción y edición de obras ya importantes, sino incluso de referencia en la bibliografía protestante en español, como “Iglesia y sociedad” o “Protestantismo en 100 palabras”.
En esta segunda etapa del CEM se impulsa la idea de celebrar un Congreso Protestante en Madrid. En el verano de 2003 se ultima un borrador de ideas-fuerza para el programa de la convocatoria y se invita a la totalidad de familias denominacionales e instituciones, así como a destacados líderes a título personal, a que participen en los trabajos de preparación del Congreso. Un Comité Organizador, formado por una veintena de hombres y mujeres, se encargará de llevar a buen puerto la fase preparativa del I Congreso Protestante de Madrid, que se celebra en Madrid del 24 al 27 de noviembre de 2005 bajo el subtítulo de “Iglesia y sociedad. Asumiendo nuestra misión” y el lema “Una respuesta evangélica”. En el solemne culto de clausura se registró un aforo histórico para un culto protestante interdenominacional con Santa Cena, que llegó a las dos mil personas.

## Principales Iglesias protestantes en la actualidad

### Federación de Entidades Religiosas Evangélicas de España
La Federación de Entidades Religiosas Evangélicas de España surge como resultado de la labor realizada por la Comisión de Defensa Evangélica, constituida en mayo de 1956. El objetivo de esta Comisión era defender el colectivo evangélico español y desempeñó su trabajo en esta línea hasta 1982, fecha en la que se inician conversaciones para la firma de un convenio de Cooperación entre el Estado español y las iglesias de confesión protestante del país.

#### Agrupaciones acreditadas en FEREDE
- FEREDE reconoce, dentro de su seno, a agrupaciones denominacionales, siempre que estén vinculadas por afinidad doctrinal, celebren reuniones periódicas, dispongan de órganos consultivos o decisorios y tengan una suficiente presencia y estabilidad en España. En la actualidad, las agrupaciones denominacionales reconocidas son las siguientes:
  - Anabautistas, Menonitas y Hermanos en Cristo en España
  - Asamblea Cristiana
  - Asambleas de Dios de España
  - Asambleas de Hermanos
  - Comunión Anglicana:
    - Iglesia Española Reformada Episcopal (IERE)
    - Federación Anglicana (Sección Española de la Diócesis en Europa)

  - Federación de Iglesias Apostólicas y Pentecostales de España (FIAPE)
  - Federación de Iglesias Betania (FIBE)
  - Federación de Iglesias de Dios de España (FIDE)
  - Federación de Iglesias Evangélicas Independientes de España (FIEIDE)
  - Federación de Iglesias Evangélicas Pentecostales de España (FIEPE)
  - Iglesia Cuerpo de Cristo
  - Iglesia Evangélica Española (IEE)
  - Iglesia del Evangelio Cuadrangular
  - Iglesia evangélica Filadelfia
  - Iglesias Buenas Noticias
  - Iglesias de Cristo
  - Iglesias de la Biblia Abierta
  - Unión Evangélica Bautista de España (UEBE)
  - Unión de Iglesias Cristianas Adventistas del Séptimo Día (UICASDE)

#### La Iglesia Evangélica Española
.

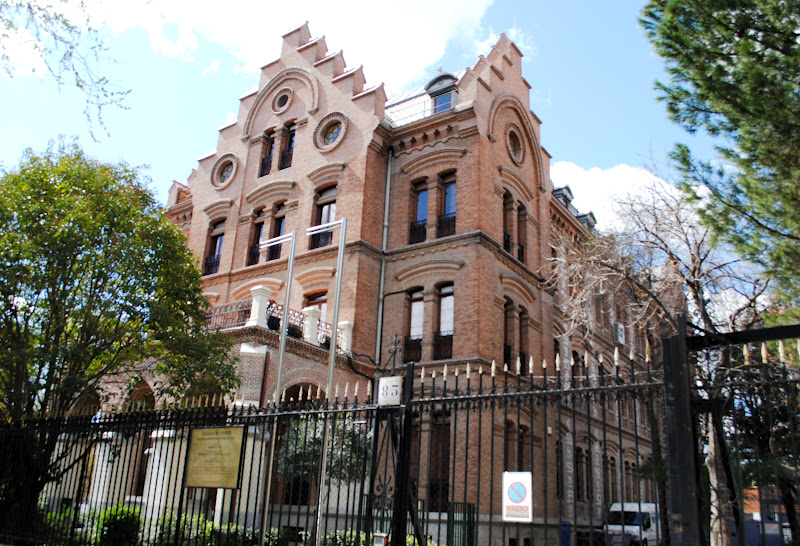
Iglesia de Cristo Madrid. Templo de la Iglesia Evangélica Española en Madrid.

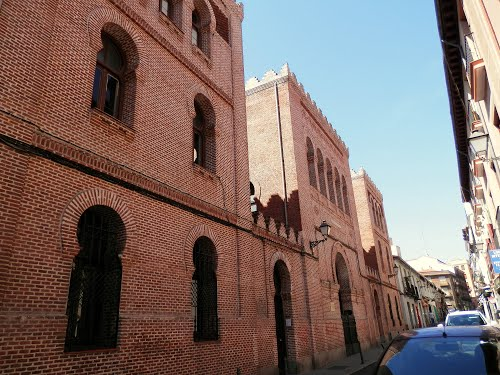
Exterior del Templo de Noviciado

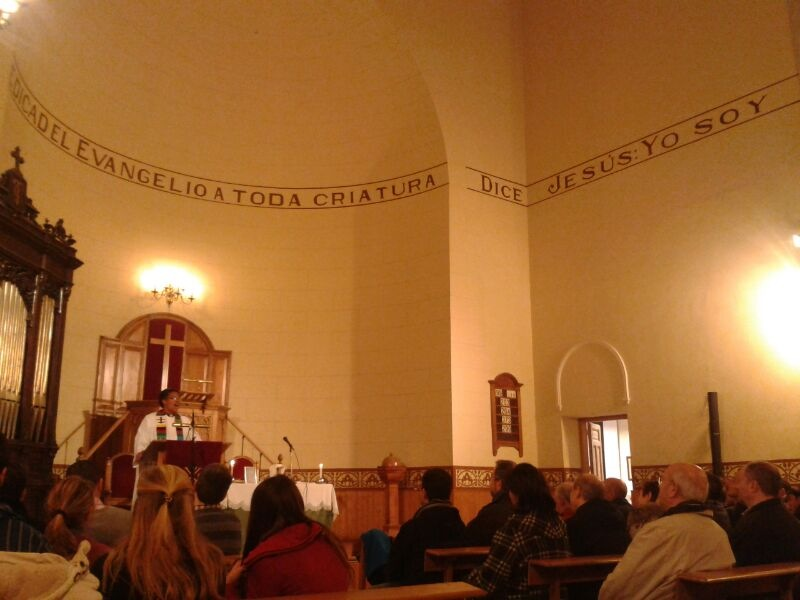
Interior del Templo de Noviciado

A principios del siglo XIX van surgiendo en España pequeñas congregaciones de diferentes tradiciones protestantes tomadas de misiones extranjeras (reformadas, presbiterianas, luteranas, metodistas, congregacionalistas), que van a experimentar un crecimiento a partir de 1868, con el triunfo de la Revolución Liberal. El núcleo original lo forman congregaciones nacidas en medio de la intolerancia y en la clandestinidad, fundadas como fruto de la labor y el ministerio de pastores tales como Antonio Vallespinosa (1833-1897), el catalán Francisco de Paula Ruet (1826-1878), el andaluz Manuel Matamoros (1834-1866), el alicantino Juan Bautista Cabrera (1837-1916), el catalán Francisco Albricias (1856-1934), todos ellos conocieron persecución y exilio, en Gibraltar y en otros países europeos, recibiendo en ellos la formación teológica que les capacitó para el desarrollo de su misión y ministerio.
En 1869 se reúne en Sevilla una asamblea general formada por delegados de distintas congregaciones entonces existentes en el territorio español y crean la Iglesia Reformada Española, que en 1872 adopta el sistema presbiteriano tomando el nombre de Iglesia Cristiana Española.
Federico Fliedner, primer misionero alemán que viene a España, llega en el año 1869, apoyado por la Obra de las Diaconisas de Kaiserswerth, fundada por su padre, Theodor Fliedner, en 1828. Con la creación de escuelas, centros de atención a los más necesitados y librerías, Fliedner es el fundador de una obra social vinculada a la Iglesia Evangélica Española. La Fundación que hoy lleva su nombre, fiel a su talante, desarrolla su misión de enseñanza, de formación teológica, acción social y cultural al servicio del protestantismo español en particular y la sociedad española en general.
En 1886 se celebra en Madrid la X Asamblea de la Iglesia Cristiana Española, formada por representantes de sus comunidades en Madrid, Sevilla, Córdoba, Granada, Jerez, Isla de San Fernando, Málaga, Reus, Camuñas, Mocejón, Cartagena, Cádiz y Huelva, y las misiones de Utrera y Villafranca de Córdoba, todas ellas de tradición presbiteriana. La Unión Ibero-Evangélica, que agrupaba congregaciones de tipo congregacionalista en Santander, Bilbao, San Sebastián, Logroño, Pradejón y Zaragoza, con varias misiones, decidió unirse a la Iglesia Cristiana Española que, con este motivo, cambió provisionalmente su nombre por el de Iglesia Evangélica Española, adoptando también provisionalmente como bases la confesión de fe y la disciplina de la Iglesia Cristiana Española. Este grupo de congregaciones, constituido a partir del ministerio desarrollado por los hermanos Thomas Gulick y William Gulick estaban sostenidos por la American Board, de tradición congregacionalista. A estas congregaciones se unieron las comunidades que surgieron como resultado de la Misión del Alto Aragón, desarrollada por el pastor francés Albert Cadier entre 1906 y 1911. En 1901, Alice Gordon Gulick funda el Instituto Internacional en Madrid, institución dedicada a la promoción de la educación y la emancipación social de la mujer. Dicho instituto se desarrolló paralelamente a la Institución Libre de Enseñanza (1876) que propugnaba la libertad de cátedra y una enseñanza no sometida a los dogmas oficiales en religión, política o moral.
En 1955 la Iglesia Metodista Española decide unirse a la Iglesia Evangélica Española, para lo cual el Sínodo de 1954 aprueba una versión revisada de su Confesión de fe y de su reglamento. La Iglesia Metodista aporta a la iglesia unida sus comunidades en Cataluña y en las Islas Baleares. La Iglesia Metodista había llegado a Cataluña y Baleares en 1869, creando su primera comunidad el 1 de septiembre de 1871. Fueron misioneros ingleses los que realizaron los primeros trabajos de evangelización. Cabe destacar a William T. Brown, fundador de las primeras escuelas y comunidades entre 1869 y 1874, y los reverendos Franklin G. Smith entre 1888 y 1916 y William Lord entre 1916 y 1924; pero muy pronto fueron seguidos por obreros españoles que establecieron nuevas escuelas e iglesias. En el momento de la unión, la aportación metodista fue en Cataluña de las comunidades antiguas de Barcelona y Rubí, a las que se añadieron posteriormente las nuevas comunidades de Hospitalet de Llobregat, Santa Coloma de Gramanet y La Llagosta. En las Baleares ingresaron en la IEE las iglesias de Palma de Mallorca, Capdepera, Mahón, Villacarlos y misiones. Esto hizo que la IEE, que estaba muy poco representada en Cataluña y Baleares, recibiera ahora un fuerte impulso. También la Iglesia Metodista (USA) sostuvo varias iglesias y colegios en España antes de la guerra civil, entre ellas las comunidades de Alicante, con su muy conocida Escuela Modelo, y Sevilla.
La Iglesia Evangélica Española, como iglesia unida, pertenece a dos de las grandes familias protestantes, agrupadas hoy en sendos organismos: la Alianza Reformada Mundial y El Consejo Mundial Metodista, y es miembro del Consejo Mundial de Iglesias desde su fundación en 1948. Su presente se enriquece de las corrientes teológicas del pasado. Es el resultado de los mejores materiales que cada una de ellas ha ido dejando a la Iglesia a largo de la Historia.

#### La Iglesia Española Reformada Episcopal

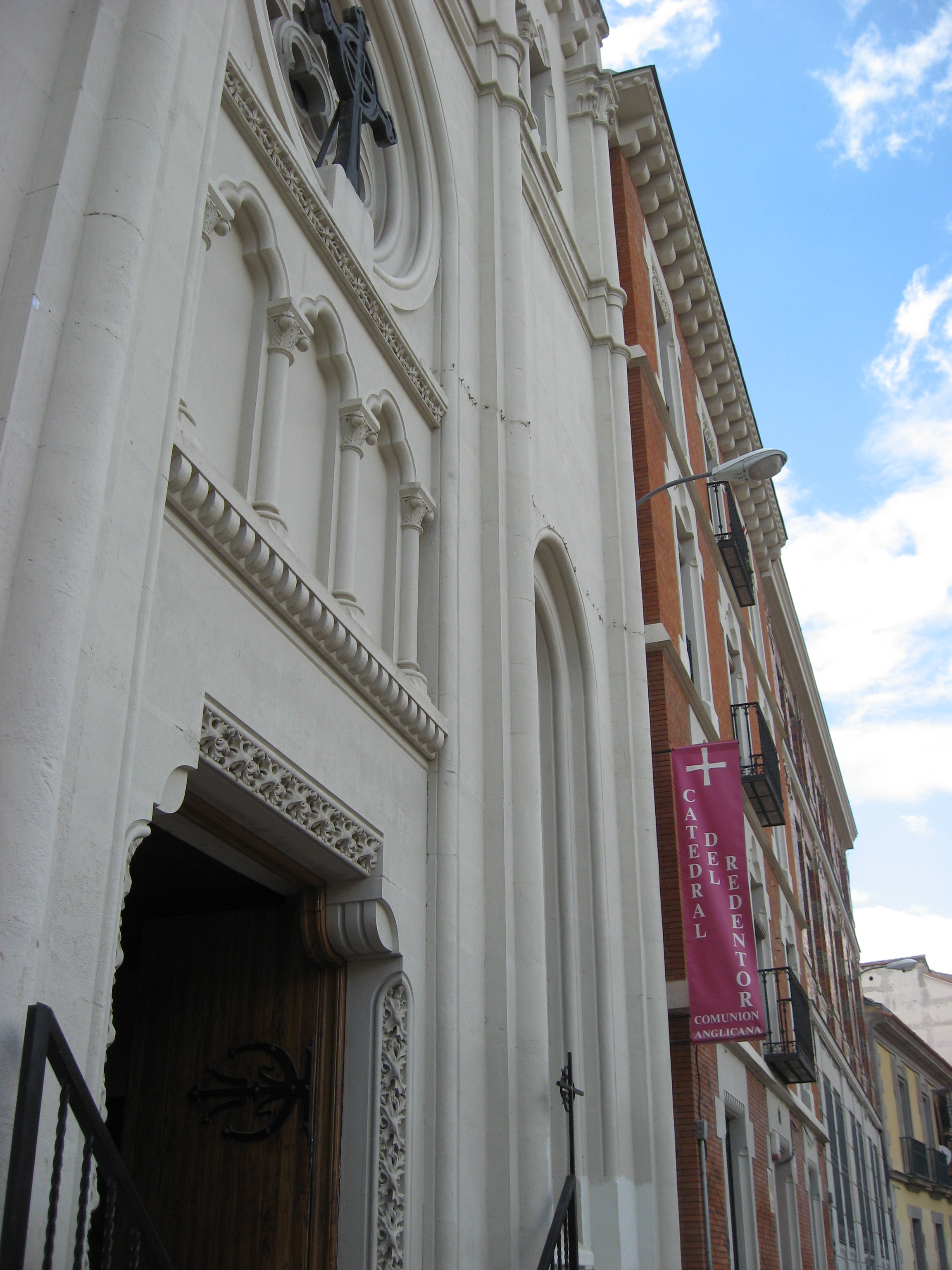
Exterior de la Catedral del Redentor, en Madrid, la única catedral de la Iglesia Española Reformada Episcopal.

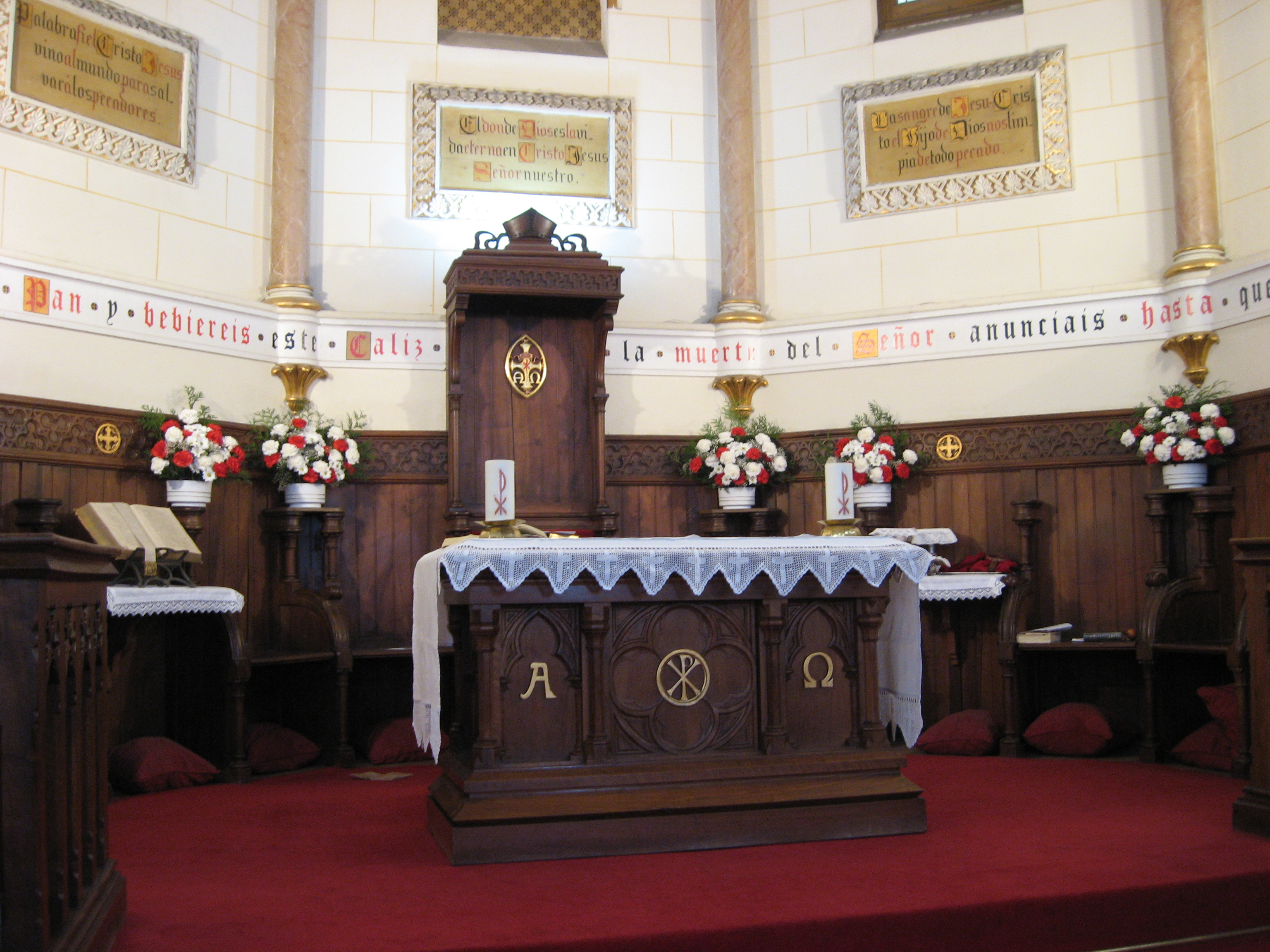
Interior de la Catedral del Redentor.

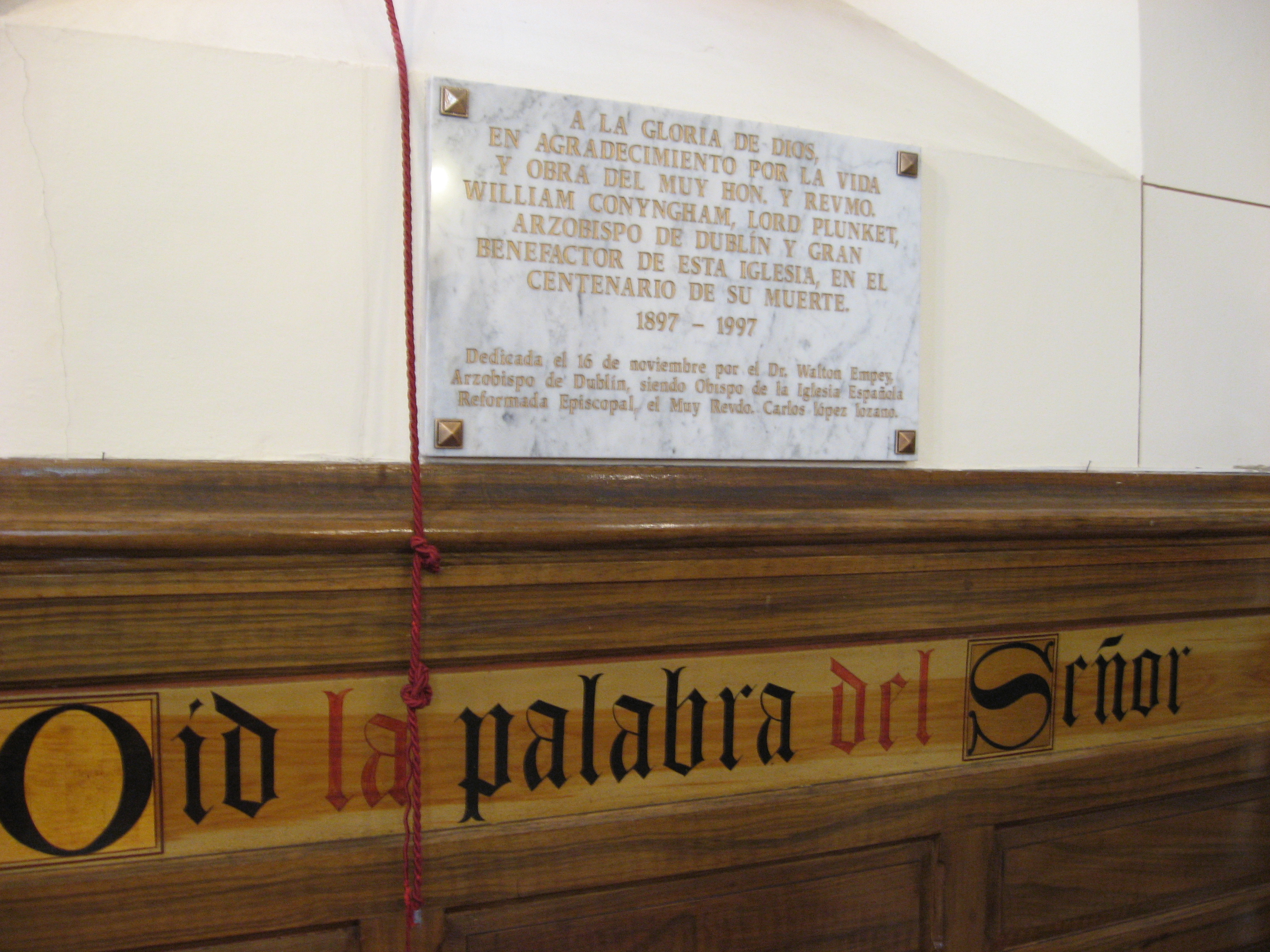
Placa en el interior de la Catedral del Redentor.

Tras la labor previa misionera de Juan Calderón, editor de las revistas clandestinas El Catolicismo Neto y El Examen Libre a mediados de los cincuenta y otros muchos, creadora de distintos grupos protestantes ilegales y dispersos de vida aislada y anónima por toda la geografía nacional, hacia 1870, en Sevilla, los protestantes españoles declararon su intención de organizar una comunidad reformada unida para todo el país, pero la intención no se pudo concretar debido a las profundas diferencias con respecto a su organización: presbiterianismo, congregacionalismo y la postura de aquellos que deseaban una confesión esencialmente española, pero de gobierno episcopal, según la tradición de la primitiva iglesia cristiana en España.
A principios del año 1870, el clérigo de la Iglesia de Inglaterra Lewen S. Tugwell llega a Sevilla para hacerse cargo de la capellanía dependiente del consulado inglés. En dicha ciudad encontró a ciertos españoles involucrados en un movimiento protestante encaminado, en opinión de los propios participantes, «a extender las verdades de la Biblia, a combatir la ignorancia que de ella se padecía» y, de esa forma, lograr una espiritualidad que contravenía los usos de la Iglesia católica de la época.
Interesado por esa labor, el capellán inglés buscó un colaborador para encauzar esta obra, encontrándolo en el ex sacerdote católico, convertido al anglicanismo en Londres, Francisco Palomares García. Junto a otros colaboradores, se concretó una misión entre españoles y para españoles, en la que se establecían dos objetivos: predicar la visión protestante de la Palabra de Dios y dar instrucción secular a todos.
En 1870 también existía una congregación «reformada» en Sevilla, fundada y pastoreada por Juan Bautista Cabrera, ex sacerdote escolapio que se había refugiado en Gibraltar hasta la Revolución de 1868. Esta comunidad y la misión iniciada por Palomares realizaban sus trabajos en Sevilla con total independencia, sin más conexión entre ellas que la fraternidad cristiana. La obra supervisada por Palomares quedó definida bajo el nombre de «Iglesia Española Reformada Episcopal» (IERE). Este nombre da a entender que, desde el principio, esta comunidad tuvo un corte netamente protestante, lo cual siempre constituyó un problema para todos los anglicanos españoles que se sentían más atraídos hacia la tendencia de «Alta Iglesia» o High Church.
En noviembre de 1874 Juan Bautista Cabrera se trasladó a Madrid para hacerse cargo de la Iglesia evangélica del Redentor, cuyo pastor, Antonio Carrasco, había fallecido en un naufragio algunos meses antes.
Años después, el 2 de marzo de 1880 y en la ciudad de Sevilla, cinco congregaciones: una en Madrid pastoreada por Juan Bautista Cabrera, tres de Sevilla bajo Francisco Palomares y una de Málaga dirigida por el laico Sr. Domínguez, se reunían en sínodo bajo la presidencia del obispo de la Iglesia Episcopal (anglicana) de México, Enrique Chancey Riley, de visita en España, y se constituían como confesión religiosa.
Durante la celebración de dicho sínodo, y por el mencionado obispo, fue ordenado diácono y presbítero el Sr. Domínguez. Asimismo, Juan Bautista Cabrera fue elegido obispo con jurisdicción sobre la Iglesia constituida.
En la consagración episcopal de Juan Bautista Cabrera (1894) intervinieron tres obispos de la Iglesia de Irlanda (Comunión anglicana).
La primera edición de la liturgia de la IERE fue aprobada en el Sínodo de 1881 y revisada posteriormente. Su oficio de Santa Cena se basa en parte en el antiguo rito español, también llamado rito visigótico o rito mozárabe, aunque complementado con elementos anglicanos y de otras liturgias reformadas y originales.
Al precisar que la IERE era una confesión nacional española, se quería decir que no era el resultado de la actividad de misioneros extranjeros. Desde sus inicios sus ministros fueron, en su mayoría, antiguos clérigos católicos que rompían con la Iglesia católica. Por eso la IERE se presentó siempre como una comunidad española y para españoles, inspirada en la «vía media anglicana».
La IERE pasó, durante las distintas etapas políticas de España, por difíciles momentos de intolerancia, persecución, represión e indiferencia, logrando sobrevivir a pesar de todo ello y de otros problemas de índole económica: así, durante la Guerra Civil, padeció la violencia antirreligiosa de un bando, y la discriminación del otro; y durante el franquismo le fueron confiscadas escuelas, terrenos y edificios de culto.
Hasta el día de hoy, y tras muchos avatares, la IERE ha estado presente en España, siendo siempre supervisada por obispos en cuyas ordenaciones intervienen obispos de la Iglesia de la Iglesia de Irlanda (Comunión anglicana) y de la Unión de Utrecht, y hallándose actualmente regida por su quinto obispo.

#### Unión Evangélica Bautista Española

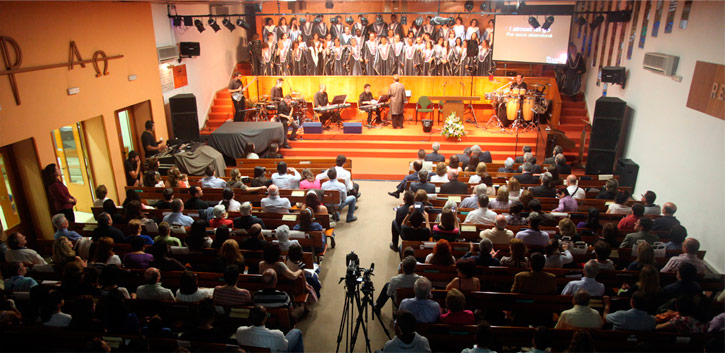
Interior de templo Bautista en Madrid

La Unión Evangélica Bautista Española es una comunidad de Iglesias bautistas en España.
El misionero norteamericano William J. Knapp comenzó el movimiento bautista con su llegada a España en 1868. En 1870 se abrió la primera iglesia Bautista en Madrid. Knapp salió de España en 1876, pero el sueco Eric Lund continuó y amplió a partir de 1877 la labor comenzada por Knapp.
La Unión Evangélica Bautista Española se fundó en 1922, que en 1929 pasa a llamarse Convención Bautista Española, hasta que en 1953 adopta el nombre de la primera organización, Unión Evangélica Bautista Española.
La Unión Evangélica Bautista Española es miembro de la Federación Bautista Europea y de la Alianza Mundial Bautista. En 1995, la Unión Evangélica Bautista Española contaba con 7700 miembros en 65 iglesias.

#### Pentecostalismo en España
A mediados del siglo XX comienzan a llegar misioneros pentecostales a España, que comienzan su misión en situación de clandestinidad y represión hasta la llegada de la democracia. Estas misiones han tenido particularmente éxito entre la población de los gitanos en España, tradicionalmente católica, donde las conversiones al protestantismo (principalmente pentecostalismo) han sido importantes durante las últimas décadas del siglo XX, de forma que el número de gitanos evangélicos supera al de católicos. También se han conservado de forma parcial sus creencias y costumbres propias.

#### Otras iglesias protestantes   con presencia en España
- Anabautistas, Menonitas y Hermanos en Cristo. Asociación de Anabautistas, Menonitas y Hermanos en Cristo - España (AMyHCE).
- Asambleas de Dios de España, Asambleas de Dios (en inglés: Assemblies of God) o la Fraternidad Mundial de las Asambleas de Dios
- Asambleas de Hermanos
- Comunión Anglicana:
  - Federación Anglicana (Sección Española de la Diócesis en Europa)
- Federación de Iglesias Apostólicas y Pentecostales de España (FIAPE)
- Federación de Iglesias Betania (FIBE)
- Federación de Iglesias de Dios de España (FIDE)
- Federación de Iglesias Evangélicas Independientes de España (FIEIDE)
  - La gran mayoría están asociados con Iglesia Evangélica Española para que los servicios religiosos sirvan para ambas comunidades
  - Iglesia Evangélica, Cristo Es El Camino, La Verdad, La Vida
  - Iglesia Cristiana Evangélica de Chamartín
- Federación de Iglesias Evangélicas Pentecostales de España (FIEPE)
  - Iglesia evangélica Filadelfia
- Iglesia Cuerpo de Cristo (Asociación REMAR)
- Iglesia del Evangelio Cuadrangular
- Iglesias Buenas Noticias
- Iglesias de Cristo
- Iglesias de la Biblia Abierta
- Consejo Metodista España perteneciente a Consejo Metodista Mundial
- Unión de Iglesias Cristianas Adventistas del Séptimo Día (UICASDE)
- La Iglesia de Jesucristo de los Santos de los Últimos Días
- Testigos de Jehová
- Ejército de Salvación
- Iglesia de la Comunidad Metropolitana de España
  - Integrada en la Iglesia Evangélica Española